# Mythimna unicorna
Mythimna unicorna är en fjärilsart som beskrevs av Emilio Berio 1973. Mythimna unicorna ingår i släktet Mythimna och familjen nattflyn. Inga underarter finns listade i Catalogue of Life.